# 本原村
本原村（もとはらむら）は長野県小県郡にあった村。現在の上田市真田町本原にあたる。

## 地理
- 河川：神川

## 歴史
- 1874年（明治7年） - 上原村・中原村・下原村が合併して本原村となる。
- 1889年（明治22年）4月1日 - 町村制の施行により、本原村が単独で自治体を形成。
- 1958年（昭和33年）10月1日 - 長村・傍陽村と合併して真田町が発足。同日本原村廃止。

## 交通

### 鉄道路線
- 上田丸子電鉄
  - 真田傍陽線
    - 殿城口駅 - 下原下駅 - 本原駅 - 北本原駅（本線）
    - 本原駅 - 横尾駅（支線）

### 道路
- 国道144号